# Ienăchiță Văcărescu

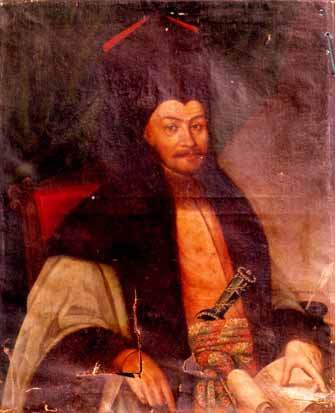
Porträt Ienăchiță Văcărescus von Anton Chladek

Ienăchiță Văcărescu  (* 1740; † 11. Juli 1797) war ein walachischer Diplomat, rumänischer Dichter, Historiker, Romanist und Rumänist.

## Leben und Werk
Văcărescu stammte aus einer Bojarenfamilie im Fürstentum Walachei. Er war hochgelehrt und vielsprachig, schrieb Gedichte, eine Geschichte des Osmanischen Reiches, ein Kleines türkisch-rumänisches Wörterbuch (um 1790) und 1787 nach italienischen Vorbildern eine der ersten Grammatiken des Rumänischen, die von Ion Heliade-Rădulescu für seine eigene Grammatik von 1828 benutzt wurde.
In Târgoviște ist eine Schule, in Bukarest eine Straße nach ihm benannt.

## Werke
- Observații sau băgări de seamă asupra regulilor și orânduielilor gramaticii românești  („Beobachtungen zu den Regeln und Strukturen der rumänischen Grammatik“), Râmnicu Sărat 1787
- Opere, hrsg. von Cornel Cîrstoiu, Bukarest 1985
- Istoria Othomanicească, hrsg. von Gabriel Ștrempel, Bukarest 2001